# Ninia
Genre
Ninia est un genre de serpents de la famille des Dipsadidae.

## Répartition
Les onze espèces de ce genre se rencontrent au Mexique, en Amérique centrale et dans le nord de l'Amérique du Sud.

## Liste des espèces
Selon The Reptile Database (7 mai 2017) :
- Ninia atrata (Hallowell, 1845)
- Ninia celata Mccranie & Wilson, 1995
- Ninia diademata Baird & Girard, 1853
- Ninia espinali Mccranie & Wilson, 1995
- Ninia franciscoi Angarita-Sierra, 2014
- Ninia hudsoni Parker, 1940
- Ninia maculata (Peters, 1861)
- Ninia pavimentata (Bocourt, 1883)
- Ninia psephota (Cope, 1875)
- Ninia sebae (Duméril, Bibron & Duméril, 1854)
- Ninia teresitae Angarita-Sierra & Lynch, 2017

## Publication originale
- Baird & Girard, 1853 : Catalogue of North American Reptiles in the Museum of the Smithsonian Institution. Part 1.-Serpents. Smithsonian Institution, Washington, p. 1-172 (texte intégral).